# Ruterielina
Ruterielina är ett släkte av skalbaggar. Ruterielina ingår i familjen Cetoniidae.
Kladogram enligt Catalogue of Life:
| Ruterielina | \| \| Ruterielina basilewskyi \| \| \| \| \| \| Ruterielina touroulti \| \| \| \| |
|             | \| \| Ruterielina basilewskyi \| \| \| \| \| \| Ruterielina touroulti \| \| \| \| |
|             | Ruterielina basilewskyi                                                           |
|             |                                                                                   |
|             | Ruterielina touroulti                                                             |
|             |                                                                                   |